# Roméo Dallaire
Roméo Antonius Dallaire (25 de junio de 1946) es un militar, escritor y político canadiense, nacido en Países Bajos. Dallaire es conocido por haber prestado servicio como comandante de las Fuerzas de UNAMIR, la fallida misión de Naciones Unidas para el mantenimiento de la paz en Ruanda entre 1993 y 1994, y por tratar de evitar el genocidio que los extremistas hutus llevaban a cabo contra los tutsis y los hutus moderados. Fue Senador de Canadá entre 2005 y 2014.

## Infancia y educación
Dallaire nació en Denekamp (Países Bajos), hijo del sargento Roméo Louis Dallaire, un suboficial canadiense, y de Catherine Vermeassen, una enfermera neerlandesa. Dallaire fue con su madre a Canadá a bordo del Empire Brent, llegando a Halifax el 13 de diciembre de 1946. Luego, pasó su infancia en Montreal.
Se enroló en el Ejército Canadiense in 1963, como cadete del "Colegio Militar Real de San Juan" (Le Collège militaire royal de Saint-Jean). En 1970 se graduó en ciencias por el Real Colegio Militar de Canadá y comenzó a servir en el Real Regimiento Canadiense de Artillería.
En 1971, solicitó un pasaporte canadiense para viajar al extranjero con sus tropas y se sorprendió al comprobar que el haber nacido en los Países Bajos como hijo de un militar canadiense no le daba el acceso automático a la ciudadanía. Con posterioridad obtuvo la ciudadanía canadiense.
Dallaire completó su formación en varias institucones militares de Canadá, Estados Unidos y el Reino Unido.
Estuvo al mando del 5.º Regimiento de Artillería Ligera de Canadá. El 3 de julio de 1989 fue ascendido al rango de brigadier-general. Después pasó a comandar la 5.ª Brigada Canadiense Motorizada. Fue comandante del Collège militaire royal de Saint-Jean entre 1990 y 1993.

## Ruanda

### Misión original
A finales de 1993, recibió el mando de la UNAMIR, la Misión de Naciones Unidas para la Asistencia a Ruanda. Este país acababa de salir de la guerra civil entre el gobierno extremista hutu y una pequeña facción rebelde tutsi que operaba desde la vecina Uganda. El objetivo de UNAMIR era cooperar en la aplicación de los acuerdos de Arusha. La parte hutu disponía del Ejército de Ruanda y estaba encabezada por el entonces presidente ruandés Juvénal Habyarimana y los tutsis estaban dirigidos por el comandante rebelde Paul Kagame, presidente de Ruanda entre el año 2000 y el 2003. El conflicto se convirtió en guerra civil cuando los extremistas hutus comenzaron a asesinar tutsis dentro de las fronteras de Ruanda, así como a hutus moderados que simpatizaban con los tutsis. Cuando llegó a Ruanda, sus órdenes eran supervisar el cumplimiento de los acuerdos durante un periodo de transición en el que los tutsis debían recibir puestos de poder del gobierno controlado por los hutus.
Se produjeron señales tempranas de que algo estaba fallando y en enero de 1994, un avión DC-8 francés aterrizó en Kigali, capital de Ruanda, cargado de municiones y armas para las Fuerzas Armadas de Ruanda (FAR, que eran el ejército hutu bajo el mando de Habyarimana). Dallaire no fue capaz de incautar las armas, ya que esto hubiera supuesto violar el mandato de la ONU. Los responsables del ejército ruandés dijeron a Dallaire que como las municiones se habían pedido antes de los acuerdos de Arusha, la ONU no podía detener la carga y mostraron documentos que señalaban que las armas habían sido enviadas por Bélgica, Israel, Francia, Gran Bretaña, los Países Bajos y Egipto. Además del reparto de armas, las tropas del gobierno comenzaron a comprobar los documentos de identidad que identificaban a personas como hutus o tutsis. Estos carnés permitieron después que las milicias hutus identificaran a sus víctimas con precisión.

### Deterioro de la situación
El 6 de abril de 1994, un avión que conducía a Habyarimana fue derribado en el Aeropuerto de Kigali. El Presidente de Burundi también se encontraba a bordo. Ambos líderes resultaron muertos. Por casualidad, parte de los restos del avión se estrellaron en el propio patio de la residencia de Habyarimana. Tras el derribo del avión, extremistas hutus ayudados por el Gobierno de Ruanda y las Fuerzas Armadas Ruandesas, culparon del magnicidio a los tutsis y utilizaron esto como pretexto para la ejecución sistemática de tutsis y hutus moderados, así como de moderados del nuevo gobierno. Dallaire ordenó que diez soldados belgas protegieran a la nueva primera ministra, Agathe Uwilingiyimana, pero tanto ella como su marido fueron asesinados. Con posterioridad, en el mismo día, se encontraron los cadáveres de los militares belgas.
Los diez belgas habían sido interceptados por las fuerzas del gobierno (FAR). Fueron conducidos a un campamento militar como rehenes y asesinados allí. Pasando junto a la entrada del campamento de camino a una reunión con los mandos de las FAR, el general Dallaire vio los cadáveres en el suelo. En un juicio celebrado en Bélgica en 2007 el comandante del campamento acusado del asesinato de los militares declaró que él había advertido a Dallaire de que iban a ser asesinados y que este había prometido enviar ayuda. Asaltar Camp Kigali estaba por encima de las posibilidades de sus escasas tropas. Sin embargo, prohibió actuar al resto de las tropas belgas. El coronel Luc Marchal, comandante de las fuerzas de UNAMIR en el sector Kigali, ha defendido aquella decisión sobre la base de que el ataque hubiera puesto a las pobremente equipadas tropas de UNAMIR en el papel de adversario directo de los militares ruandeses, lo que habría contribuido a una escalada en la situación y hubiera puesto en peligro las vidas de sus tropas, así como las de los 331 observadores desarmados de las Naciones Unidas. En 2007, durante el juicio contra el oficial ruandés Bernard Ntuyahaga por permitir que sucediera la masacre, el juez instructor belga Damien VanderMeersch citó entre otros "obstáculos a su trabajo, denegación de Naciones Unidas del permiso para que declarara el general Romeo Dallaire". Dallaire había testificado de modo extenso en 2004 ante el Tribunal Internacional para los Crímenes en Ruanda sobre las tropas de pacificación belgas y otros asuntos, declaraciones que eran públicas y estaban disponibles para el juez VanderMeersch y sobre las cuales había una decisión pendiente. Con posterioridad, el coronel Bagosora fue condenado por el Tribunal Internacional en diciembre de 2008 como responsable del asesinato de los militares.
Al ver que la situación en Ruanda se deterioraba rápidamente, Dallaire solicitó apoyo logístico y un refuerzo de 2.000 soldados para UNAMIR; calculó que con unos 4.000 soldados bien equipados la ONU podría terminar con las matanzas. El Consejo de Seguridad de Naciones Unidas denegó la petición, en parte debido a la oposición de Estados Unidos. La política de ese país respecto a las intervenciones se había vuelto más escéptica tras la muerte de varios marines estadounidenses en Mogadiscio (Somalia) el año anterior; esta nueva política exterior fue subrayada por el presidente de Estados Unidos Bill Clinton en la Decisión Directiva Presidencial N.º 25. El Consejo de Seguridad votó por reducir aún más las tropas de UNAMIR, hasta dejarlas en 260 soldados.[cita requerida] Como el mandato de la ONU no había cambiado, las tropas belgas comenzaron a ser evacuadas y los europeos se retiraron.

### Genocidio
Tras la retirada de las fuerzas belgas, a las que Dallaire consideraba las mejor entrenadas y mejor equipadas, consolidó su contingente de militares pakistaníes, canadienses, ghaneses, tunecinos y bengalíes en las áreas urbanas y se centró en conseguir zonas de control en Kigali y sus alrededores. Los esfuerzos de Dallaire se encaminaron a defender zonas específicas en las que sabía que había tutsis ocultándose. El personal de Dallaire contaba con observadores desarmados de Naciones Unidas, que a menudo confiaban en sus credenciales para salvar a los tutsis, desviando los ataques de los Interahamwe enormemente superiores en número y armamento. Colaboró con el oficial ghanés retirado Henry Kwami Anyidoho quienes se negaron a dejar a las víctimas a su suerte.
Se reconoce a las acciones de Dallaire el mérito de haberle salvado la vida a unos 20.000 tutsis y hutus.[cita requerida]

### Fin del genocidio
Según la masacre progresaba y la aparición en prensa de los relatos del genocidio aumentaba, el Consejo de Seguridad de la ONU dio marcha atrás en su posición y votó la creación de UNAMIR II, con unas fuerzas de 5.500 hombres en respuesta al plan francés de ocupar porciones del país. (Dallaire se opuso en principio a la llamada Operation Turquoise, con presencia de tropas francesas, dado el historial francés de apoyo a los hutus y las FAR, ya que Kagame y el rebelde RPF rechazarían su presencia). El genocidio no concluyó hasta principios de junio, cuando las tropas del RPF dirigidas por Kagame entraron en Kigali. En agosto, los franceses entregaron su porción del país al RPF, dando a Kagame el control efectivo de todo el territorio nacional.
Según se ha revelado tras los testimonios en el Tribunal Penal Internacional para Ruanda, el genocidio fue brutalmente eficiente. En un plazo de 100 días se consiguió asesinar a entre 800.000 y 1.171.000 tutsis y hutus moderados. Más de dos millones de personas acabaron desplazadas. El genocidio concluyó cuando el Frente Patriótico Ruandés consiguió el control de Ruanda el 18 de julio de 1994, aunque la recriminación, las venganzas y la persecución de los crímenes continúan hasta el presente.

## En la cultura popular
Su papel durante el genocidio fue la base para el personaje del Coronel Oliver (interpretado por Nick Nolte) en la película de 2004 Hotel Rwanda.